# Huub Maas
Huub Maas (Roosendaal, 23 november 1970) is een Nederlandse atleet en duatleet uit Etten-Leur. Hij behoort tot de wereldtop in zijn discipline en werd vele malen Nederlands kampioen en eenmaal wereldkampioen.

## Loopbaan
In 1998 werd Maas voor de eerste maal Nederlands kampioen duatlon. Hierna volgende nog een groot aantal nationale titels. Zijn beste prestatie boekte hij in 2002 met het winnen van het WK duatlon (lange afstand). Met een tijd van 3:11.34 bleef hij in Oostenrijk de Zwitser Stephan Riesen (zilver; 3:13.15) en de Belg Jurgen Dereere (zilver; 3:14.03) voor. Door gebrek aan sponsors verkocht hij dat jaar zijn racefiets om het wedstrijdseizoen 2003 te financieren. In 2003 veroverde hij een bronzen medaille op het WK duatlon (lange afstand). In 2005 werd hij onderscheiden met de Rob Barel-award.
Eind 2007 won Huub Maas bij de mannen Masters de Sylvestercross in Soest en in 2008 de Dam tot Damloop bij de mannen ouder dan 35 jaar. Met zijn eindtijd van 51.29 minuten bleef Maas ook veruit het grootste deel van de senioren de baas.
Maas studeerde HTS logistiek en is van beroep systeemontwikkelaar. Maas is getrouwd en heeft twee kinderen.
Tussen 2007 en 2010 fungeerde Huub Maas als bondscoach duatlon bij de Nederlandse Triatlon Bond. Ook begeleidde hij een aantal jonge (tri)atleten, zoals Gerbert van den Biggelaar, Erik-Simon Strijk en Wim Nieuwkerk.

## Titels
- Wereldkampioen duatlon (lange afstand) - 2002
- Nederlands kampioen duatlon - 1998, 1999, 2000, 2001
- Nederlands kampioen berglopen - 2003

## Persoonlijke records atletiek
| Onderdeel      | Prestatie | Datum            | Plaats              |
| -------------- | --------- | ---------------- | ------------------- |
| 10 km          | 30.20     |                  |                     |
| 15 km          | 46.09     |                  |                     |
| 10 Eng. mijl   | 50.47     | 2 september 2007 | Tilburg             |
| 20 km          | 1:03.55   | 11 maart 2001    | Alphen aan den Rijn |
| halve marathon | 1:06.50   |                  |                     |
| marathon       | 2:25.48   | 4 april 2004     | Rotterdam           |

## Palmares

### duatlon
- 1994: 12e EK in Finland
- 1996: 6e WK in Cancún
- 1996:  Europacup duatlon
- 1997: 11e WK duatlon in Gernika
- 1998:  NK duatlon in Venray - 2:51.36
- 1998: 4e WK in St. Wendel
- 1998:  Powerman Holland
- 1998:  ITU wereldbekerwedstrijd in Japan
- 1998:  Eindranking wereldbeker
- 1999:  NK duatlon in Venray - 2:41.17
- 1999:  Dutch Cup Duatlon
- 1999:  Powerman Holland
- 1999: 6e EK Austria
- 1999: 5e WK duatlon USA
- 2000:  NK duatlon in Venray - 2:48.13
- 2000:  Dutch Cup Duatlon
- 2000:  WK duatlon (korte afstand) - 1:47.40
- 2000:  Powerman Holland
- 2001:  Powerman Alabama
- 2001:  WK duatlon (lange afstand) in Venray - 2:46.41
- 2001:  NK duatlon in Tubbergen - 1:41.54
- 2002:  Powerman Alabama
- 2002:  International Duathlon Japan
- 2002:  WK duatlon (lange afstand) in Weyer - 3:11.34
- 2002:  Powerman Finale Zofingen
- 2003:  WK duatlon (lange afstand) in Zofingen - 6:32.13
- 2004:  NK duatlon in Molenschot - 1:50.58
- 2005:  Mad Max Duatlon
- 2005:  NK duatlon Classic Distance - 1:54.41

### atletiek
- 1994:  halve marathon van Roosendaal - 1:08.14
- 2000:  halve marathon van Roosendaal - 1:08.33
- 2004:  halve marathon van Roosendaal - 1:07.35
- 2004: 20e 20 van Alphen - 1:03.58
- 2005: 34e Groet uit Schoorl Run (10 km) - 31.28
- 2005:  10 km van Roosendaal - 31.11
- 2006:  halve marathon van Roosendaal - 1:08.45
- 2007:  halve marathon van Roosendaal - 1:07.45
- 2008:  halve marathon van Roosendaal - 1:09.21
- 2008:  Zwitserloot Dakrun - 31.15
- 2008:  Kustloop - 1:19.30
- 2008: 32e Parelloop - 31.06
- 2008: 25e Dam tot Damloop - 51.29 (1e M35)
- 2011: 56e Parelloop - 32.32
- 2011: 8e NK in Breda - 1:09.41 (16e overall)
- 2012: 12e 20 van Alphen 1:05.28
- 2012: 47e Parelloop - 31.28
- 2012: 46e Dam tot Damloop - 51.56
- 2013: 40e Parelloop - 31.22
- 2016:  Marathon Brabant - 2:32.45

1997: Urs Dellsperger ·
1998: Olivier Bernhard ·
1999: Olivier Bernhard ·
2000: Benny Vansteelant ·
2001: Benny Vansteelant ·
2002: Huub Maas ·
2003: Stefan Riesen ·
2004: Greg Watson ·
2005: Benny Vansteelant ·
2006: Benny Vansteelant ·
2007: Joerie Vansteelant ·
2008: Joerie Vansteelant ·
2009 · 
2010 · 
2011: Joerie Vansteelant ·
2012: Joerie Vansteelant ·
2013: Rob Woestenborghs ·
2014: Gaël Le Bellec ·
2015: Gaël Le Bellec